# Спеціаліст (військове звання)
Спеціалі́ст (англ. Specialist (SPC)) — низка військових звань військовослужбовців Збройних сил США та Сінгапура.
В армії США це звання займає четверту сходинку військової ієрархії поруч з першим військовим званням сержантського складу — капрал (але не вважається званням сержантського складу), вище за військове звання рядовий першого класу та нижче за звання сержант.
У системі військових звань НАТО дорівнює званню NATO Rank Grade OR-4.

## США

### Армія США

#### Спеціалісти (1902-1920)

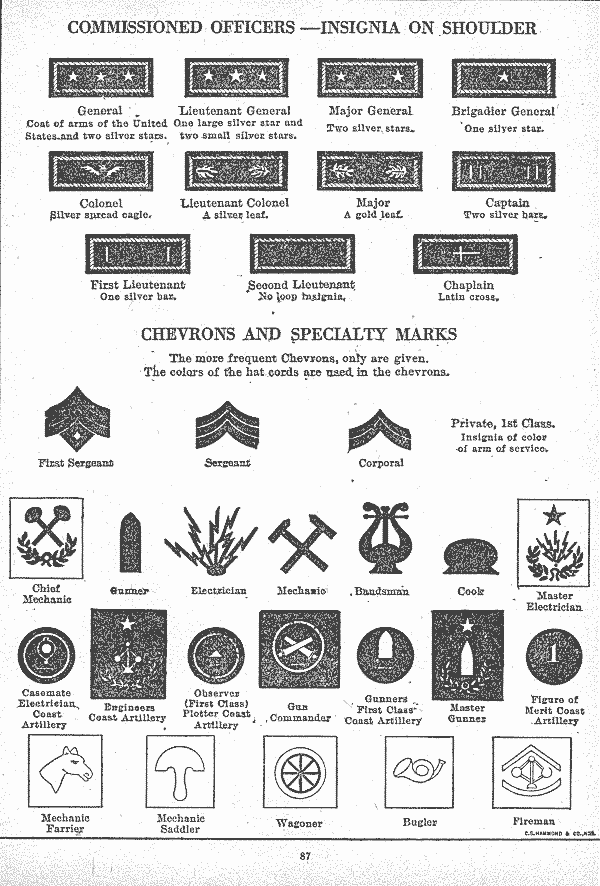
Військові звання армії США у 1914 році

У 1920 році система армійських військових звань зазнала корінних змін. Кількість унтер-офіцерських рангів, було зменшено з 128 до семи рангів, які були пронумеровані від сьомого класу (найнижчого) до першого класу (найвищого). Другий клас мав два звання: перший сержант, який мав за знаки розрізнення три кутових шеврона та дві дуги всередині яких було розташовано ромб (діамант); технік-сержант, який мав за знаки розрізнення три кутових шеврона і дві дуги. 
До Другої світової війни звання першого сержанта було підвищено до першого класу і до знаків розрізнення було додано третьої дуги, з ромбом в центрі, щоб відрізнити його від майстер-сержанта. Носіння знаків спеціалістів, введених у знаки рангів, було скасовано, а загальна система шевронів і дуг замінила їх.

#### Рядовий/спеціаліст (1920-1942)
| Клас 1          | Клас 2         | Клас 2         | Клас 3       | Клас 4  | Клас 5 | Клас 6                             | Клас 7                     |
| --------------- | -------------- | -------------- | ------------ | ------- | ------ | ---------------------------------- | -------------------------- |
|                 |                |                |              |         |        |                                    | Знаки розрізнення відсутні |
| Майстер-сержант | Перший сержант | Технік-сержант | Штаб-сержант | Сержант | Капрал | Рядовий першого класу / Спеціаліст | Рядовий                    |
| M/Sgt.          | 1st Sgt.       | T/Sgt.         | S/Sgt.       | Sgt.    | Cpl.   | Pfc. / Spec.                       | Pvt.                       |

З 1920 по 1942 роки існувало звання «рядовий/спеціаліст» (або просто «спеціаліст»), яке налічувало шість класів (найнижчий - шостий клас, а найвищий - перший клас). Воно вважалося рівними до рядового першого класу (Pfc.), але надавало додаткову оплату спеціаліста, згідно класу спеціаліста. Класи вказували лише на компетентність, а не на повноваження, а рядовий/спеціаліст не вважався старше за рядового першого класу.
Офіційно спеціалісти носили ті ж шеврони, що і рядові першого класу, оскільки жодних спеціальних знаків не було дозволено для вказування їхнього рангу. Неофіційно рядову/спеціалісту дозволялося, на розсуд свого командира, носити від однієї до шести додаткових дуг (одна дуга для шостого класу і максимум шість дуг для першого класу) під шевроном свого рангу для позначення рівня спеціальності. Такі знаки були комерційно доступними через каталоги чи поштову службу.

#### Техніки (1942-1948)
| 1-й клас       | 1-й клас        | 2-й клас       | 3-й клас     | 3-й клас          | 4-й клас | 4-й клас          | 5-й клас | 5-й клас          | 6-й клас              | 7-й клас                   |
| -------------- | --------------- | -------------- | ------------ | ----------------- | -------- | ----------------- | -------- | ----------------- | --------------------- | -------------------------- |
|                |                 |                |              |                   |          |                   |          |                   |                       | Знаки розрізнення відсутні |
| Перший сержант | Майстер-сержант | Технік-сержант | Штаб-сержант | Технік 3-го класу | Сержант  | Технік 4-го класу | Капрал   | Технік 5-го класу | Рядовий першого класу | Рядовий                    |
| 1st Sgt.       | M/Sgt.          | T/Sgt.         | S/Sgt.       | T/3.              | Sgt.     | T/4.              | Cpl.     | T/5.              | Pfc.                  | Pvt.                       |

8 січня 1942 року для заміни звання рядовий/спеціаліст було введено звання «технік», яке було введено 30 червня 1942 р. Це дало технічним спеціалістам більше повноважень класифікуючи їх вже як унтер-офіцерів, а не як представників рядового складу. Звання мали назву класів до яких вони відносилися: технік п'ятого класу, технік четвертого класу та технік третього класу. Щоб зменшити плутанину, спричинену подібними знаками розрізнення, під шевронами з 4 вересня 1942 року дозволено носити вишиті знаки літери «Т». Звання «техніка» були остаточно скасовані 1 серпня 1948 року.

#### Спеціаліст (1955-сьогодення)
| E9                             | E8                             | E7                                                  | E6                                                  | E5                                                  | E4                                                               |
| ------------------------------ | ------------------------------ | --------------------------------------------------- | --------------------------------------------------- | --------------------------------------------------- | ---------------------------------------------------------------- |
|                                |                                |                                                     |                                                     |                                                     |                                                                  |
| Спеціаліст 9 рангу (Армія США) | Спеціаліст 8 рангу (Армія США) | Майстер спеціаліст / Спеціаліст 7 рангу (Армія США) | Спеціаліст 1 класу / Спеціаліст 6 рангу (Армія США) | Спеціаліст 2 класу / Спеціаліст 5 рангу (Армія США) | Спеціаліст 3 класу / Спеціаліст 4 рангу / Спеціаліст (Армія США) |
| Spec/9 (1959–1968)             | Spec/8 (1959–1968)             | MSP (1955–1959) Spec/7 (1959–1978)                  | SP1 (1955–1959) Spec/6 (1959–1985)                  | SP2 (1955–1959) Spec/5 (1959–1985)                  | SP3 (1955–1959) Spec/4 (1959–1985) SPC (1985–сьогодення)         |

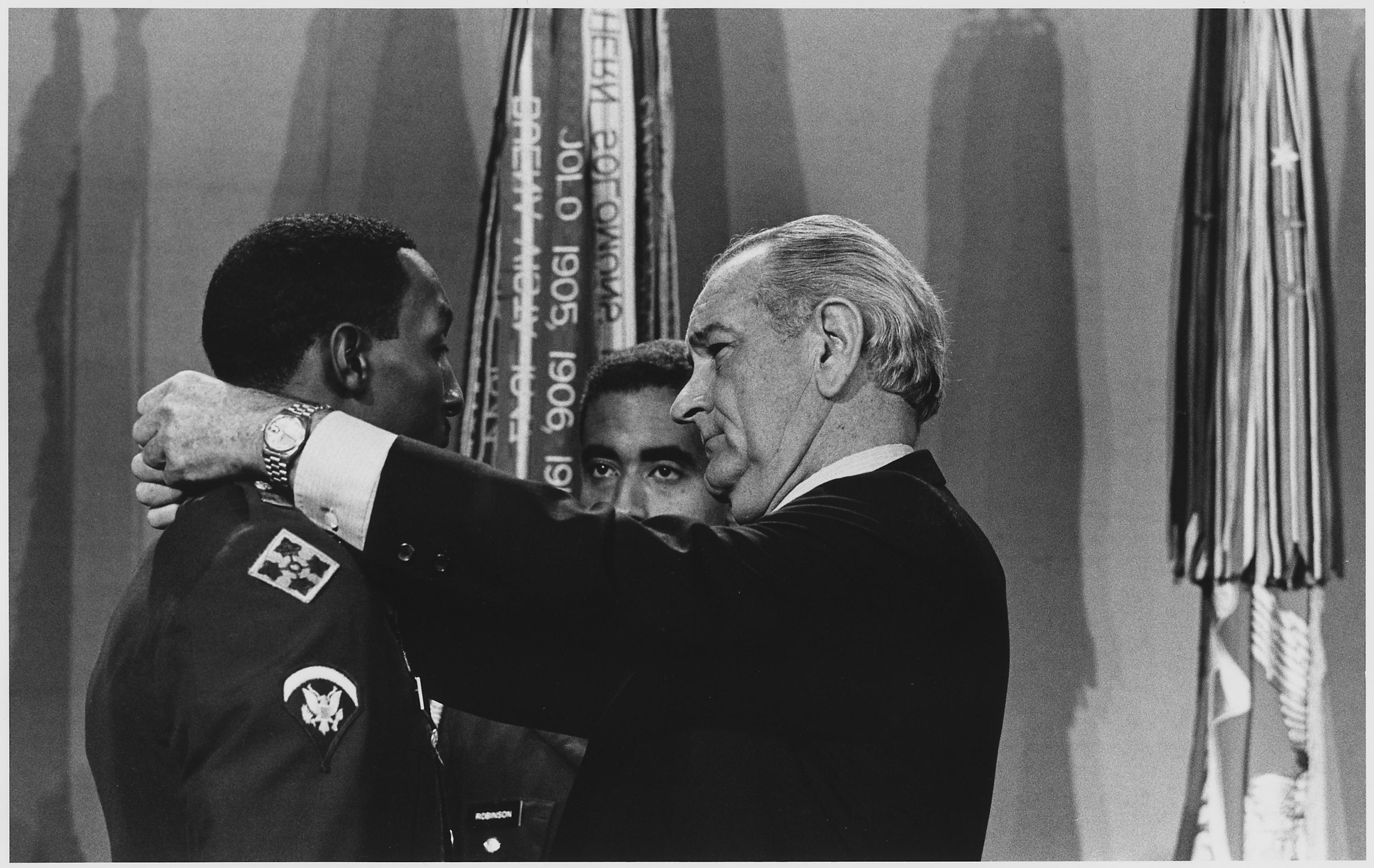
Спеціаліст 5 Дуейн Джонсон та президент Джонсон

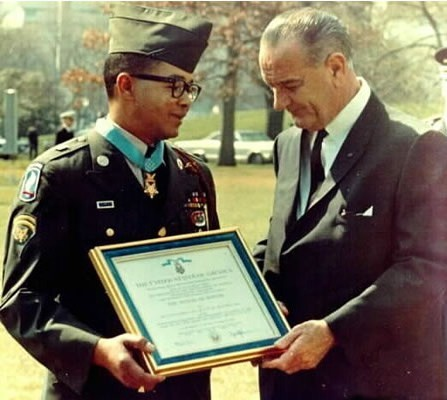
Президент Джонсон з спеціалістом 6 Лоуренсом Джоулем

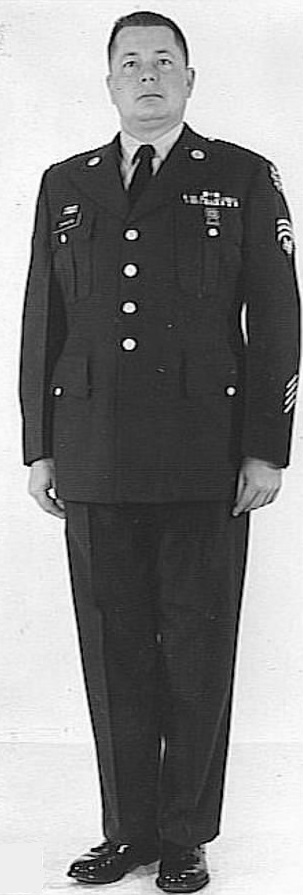
Спеціаліст 7 Армії США

Президент Ніксон з спеціалістом 4

1 липня 1955 року були створені чотири класи спеціалістів: спеціаліст третього класу (E-4 або SP3), спеціаліст другого класу (E-5 або SP2), спеціаліст першого класу (E-6 або SP1) і майстер-спеціаліст (E-7 або MSP). 
На темно-синьому тлі знаки розрізнення були жовтими. Старші ранги спеціалістів SP2 (E5), SP1 (E6) та MSP (E7) були позначені однією, двома або трьома жовтими дугами над Орлом відповідно. У 1956 році було прийнято армійську зелену форму. Кольори дуг  були змінені з жовтого на синій підкладці, на золотисті на зеленій підкладці. Спеціалізовані знаки були перероблені на більші, більш широкі та округлі форми. 
У 1958 році було додано додаткові виплати, щоб дати солдатам більше можливостей просунутися до повної кар'єри з додатковими можливостями просування по службі. Таким чином, кількість рангів спеціалістів було збільшено до було шести, і рівень оплати був прив’язаний до позначення рангу: спеціаліст чотири (E-4), спеціаліст п'ять (E-5), спеціаліст шість (E-6), спеціаліст сім (E-7), спеціаліст вісім (E-8) та  спеціаліст дев'ять (E-9) . Спеціалісти восьмого та девятого рангів отримали відповідно додатково один та два золотисті шеврони нижче Орла.
У 1968 році, коли армія ввела звання командуючого сержанта-майора, спеціальні звання в E-8 і E-9 були скасовані тому, що вони були умовними а не фактичний. У 1978 році звання спеціаліста Е-7 було скасовано, а в 1985 році звання спеціалістів на Е-5 та Е-6 було скасовано також.
В наш час існує лише найнижчий рівень спеціаліста, і звання спеціаліста 4, який носить звання «спеціаліст», офіційна абревіатура була змінена з "SP4" на "SPC". Після усунення рангів SP5 та SP6, спочатку було дозволено продовжувати використовувати позначення SP4 до тих пір, поки зміна могла бути скасована. Постійне використання SP4 у автоматично виготовлених документах (доручення про переведення, декларації про відпустки та звіти про прибутки, звіти про комплектацію) перешкоджало прийняттю нової абревіатури окремими солдатами.
Звання спеціаліста є типовим званням, яке присвоюється рядовим першого класу після двох років служби, хоч може бути надано після 18 місяців служби та шести місяців у класі. Звання надається набагато частіше, ніж капрал (Е-4), який зараз зарезервований для персоналу, який або пройшов «Основний курс лідера», або був призначений для наглядних обов'язків низького рівня (з двома і більше солдатами під безпосереднім командуванням).